# Кичменьга
Ки́чменьга (Кичменга) — река в Вологодской области России, левый приток реки Юг (бассейн Северной Двины). Протекает по территории Кичменгско-Городецкого и Великоустюгского районов.
Длина реки — 208 км, площадь водосборного бассейна — 2330 км², расход воды в 20 км от устья — 17,7 м³/с. Среди притоков Юга занимает 3-е место по площади бассейна (после Лузы и Пушмы) и 2-е место по длине (после Лузы). Ширина реки в нижнем течении около 60 метров, скорость 0,3 м/с.
Кичменьга берёт начало в Кичменгских болотах к северо-западу от Кичменгского Городка, в верхнем и среднем течении описывает большое незамкнутое кольцо в ненаселённой местности вокруг холмистых северных отрогов Северных Увалов. Течение быстрое, встречаются каменистые перекаты. Русло извилистое, особенно в верховьях. В нижнем течении входит в населённую зону, впадает в Юг в черте села Кичменгский Городок на высоте 92,4 м.
| Средний расход воды (м³/с) реки Кичменьги по месяцам и за год с 1948 по 1988 гг. (замеры производились на гидрологическом посту в районе д. Захарово, в 20 км от устья) |

## Данные водного реестра
- Бассейновый округ — Двинско-Печорский
- Речной бассейн — Северная Двина
- Речной подбассейн — Малая Северная Двина
- Водохозяйственный участок — Юг
- Код водного объекта — 03020100212103000010736[4].

## Притоки
(расстояние от устья)
- 7 км: река Шарженьга (лв)
- 30 км: река Майманга (лв)
- 51 км: река Тавта (лв)
- 55 км: река Радыш (пр)
- 60 км: река Шабанга (пр)
- 83 км: река Шепшеньга (лв)
- 112 км: река Светица (пр)
- 127 км: река Кедра (лв)
- 141 км: река Маша (пр)
- 148 км: река Пилюжок (лв)
- 161 км: река Сельденьга (пр)
- 182 км: река Ягрыш (лв)
- 190 км: река Воденьга (пр)